# La Villette (Lyon)
La Villette ist ein Stadtteil von Lyon im 3. Arrondissement und liegt zwischen la Part-Dieu, Bellecombe, Dauphiné/Sans-Souci und den beiden Stadtvierteln La Ferrandière und Les Maisons-Neuves, die auf den Stadtgebiet von Villeurbanne liegen.

## Beschreibung
Von der Industrie, die einst das Stadtviertel prägte, ist heute nicht viel übrig: Der städtische Bauhof (französisch bâtiment de travaux publics) in der Rue Baraban, die Gießerei Roux, das Getriebewerk Pionchon und die Fabrik Delle an der Grenze zu Villeurbanne, Societe des Papiers Keller-Dorian und Tissus Keller-Dorian in der Straßen de l’Espérance und Antoine Charial (auch L’Avenir), die Baugenossenschaft gegenüber der regionalen Krankenkasse (französisch Caisse régionale d'Assurance Maladie).
Die Fabriken wurden durch zahlreiche Wohngebäude ersetzt. Auch die Werkstätten der Handwerker mussten weichen; sie hatten keinen Erhaltenswert und stammten meist aus dem Beginn des 19. Jahrhunderts. Das weitläufige Gebiet der Petites Soeurs des Pauvres (gelegen zwischen den Straßen Maurice Flandin, Antoine Charial und der Avenue George Pompidou) wurde zum Vorort. Die Straße La Villette, die an das Viertel von Part-Dieu angrenzt, wurde völlig neu gestaltet und vergrößert. Die neuen und modernen Hochhäuser wurden zum Teil in Part-Dieu integriert.
Im Viertel gibt es eine interessante Kirche an der Ecke der Straßen Baraban und Antoine Charial: die Église du Sacré-Cœur. Obwohl sie wegen Geldmangels nie fertiggestellt wurde – die Bauzeit liegt zwischen den Weltkriegen 1922–1934 –, entstand ein schönes Ensemble aus Natur- und Kunststeinen, umgeben von einem kleinen Park, der aufgrund der aufgegebene Arbeiten entstanden ist.